# Оже-спектроскопія
Оже-спектроскопія — область електронної спектроскопії, в основі якої лежать вимірювання енергії та інтенсивності висилання оже-електронів.
За способом отримання інформації про поверхні методи аналізу поділяються на емісійні, в яких використовується емісія частинок в результаті дії на поверхню різних факторів (температура, електричне поле), та зондувальні, що засновані на емісії частинок або випромінювання, що діють на досліджувану поверхню. Метод електронної оже-спектроскопії належить до зондувального методу. Він оснований на аналізі розподілених по енергії електронів, емітованих досліджуваною речовиною під дією пучка первинних електронів та виділення з загального енергетичного спектра тих, які виникли в результаті оже-процесу. Їхня енергія визначає енергетичну структуру оболонок атомів, що беруть участь у процесі, а струм в першому наближенні — їх концентрацією.
Оже-процеси проявляються при бомбардуванні поверхні твердого тіла повільними електронами з енергією ЕР від 10 до 10000 еВ. Бомбардування твердих тіл у вакуумі супроводжується вторинною електронною емісією. До складу вторинних електронів, що емітуються, крім власне вторинних електронів, входять пружньо- та непружньорозсіяні первинні електрони.

## Природа оже-електронів
При бомбардуванні поверхні матеріалу електронами з енергією, достатньою для іонізації однієї з внутрішніх оболонок атома, наприклад К, виникає первинна вакансія, яка моментально (за 10–14 — 10–16 с) заповнюється електроном, що перейшов з іншої оболонки атома, наприклад М. Внаслідок чого виникає вторинна вакансія. Якщо ЕК і ЕМ — енергії, необхідні для перенесення електрона з К і М рівнів на нескінченність, то енергія що виділилась рівна ЕК — ЕМ. Енергія, що виникла може бути реалізована по різному. З одного боку, у вигляді випущеного кванта характеристичного рентгенівського випромінювання hv = EK — EM (радіаційний перехід), а з іншого боку передана електрону зовнішньої оболонки атома, наприклад N (безвипромінювальний перехід або оже-перехід).
Енергія |ЕК — ЕМ| – EN може бути додатня (або дорівнювати нулю). В цьому випадку електрон емітується у вакуум та реєструється як оже-електрон. Імовірність його виходу залежить від порядкового номера Z атомів досліджуваного матеріалу. Оскільки імовірність радіаційного переходу з і збільшенням Z збільшується (пропорційно Z4), імовірність появи оже-переходу при цьому зменшується. Так, для легких елементів вона становить приблизно 95 %, а для елементів з Z > 70 не перевищує 10 %. Глибина виходу оже-електронів d0 в діапазоні енергій, які мають цікавість для електронної оже-спектроскопії, становить 5—10, тобто всього декілька моноатомних шарів. Тому можна сказати, що інформація отримана цим методом належить до при поверхневої області досліджуваного зразка.
Емітовані електрони якого-небудь елемента, що виникли в результаті оже-процесу, завжди характеризуються деякими значеннями енергії. Звідси, якщо провести аналіз по енергіях електронів, емітованих речовиною під дією пучка первинних електронів, виділити з загального енергетичного спектра ті електрони, які виникли в результаті оже-процесу та визначити їх енергії, то можна зробити висновок про наявність на поверхні того чи іншого елемента.

## Фактори, що впливають на інтенсивність емісії оже-електронів
На інтенсивність емісії оже-електронів суттєво впливають різні фактори, такі як, залежність перерізу іонізації внутрішніх рівнів атомів від енергії первинних електронів, обернений потік розсіяних електронів, імовірність переходу атома в не збуджений стан з виникненням фотона та дещо інше.

### Залежність перерізу іонізації рівня від енергії електронів первинного пучка
Оскільки значення енергії первинних електронів ЕР є важливим фактором при утворенні в атомах первинних вакансій, її зміна повинна суттєво впливати на величину струму оже-електронів.

### Вплив кута падіння первинних електронів на кількість оже-електронів
Суттєвий вплив на струм оже-електронів виявляють кутові умови вимірювань, які визначаються вибором кута падіння електронів на зразок і кута реєстрації оже-електронів. Кут вимірюється між напрямком пучка первинних електронів і нормаллю до досліджуваної поверхні, а кут — між нормаллю і напрямком оже-електронів, що потрапляють в пристрій який їх реєструє.